# Turn- und Sportverein Düdingen 2016-2017
Questa voce raccoglie le informazioni riguardanti il Turn- und Sportverein Düdingen nella stagione 2016-2017.

## Organigramma societario
Area direttiva
- Presidente: Christian Marbach
- Team manager: Cornelia Boss

Area tecnica
- Allenatore: Nicki Neubauer
- Secondo allenatore: Alfred Roth, Philipp Reinmann
- Scoutman: Alfred Roth
- Preparatore atletico: Bruno Knutti

Area sanitaria
- Medico: Manfred Piller
- Fisioterapista: Rolf Kröpfli
- Massaggiatore:

## Rosa
| N° | Nome              | Ruolo | Data di nascita  | Nazionalità sportiva |
| -- | ----------------- | ----- | ---------------- | -------------------- |
| 3  | Chantale Riddle   | S/O   | 23 luglio 1991   | Stati Uniti          |
| 4  | Zora Widmer       | P     | 12 aprile 1994   | Svizzera             |
| 5  | Anna Niederhauser | S     | 7 giugno 1995    | Svizzera             |
| 6  | Karmen Brletić    | C     | 9 ottobre 1994   | Croazia              |
| 7  | Francine Marx     | C     | 18 aprile 1998   | Svizzera             |
| 8  | Mellisa Vanis     | C     | 30 dicembre 1995 | Svizzera             |
| 9  | Kristel Marbach   | P     | 14 novembre 1988 | Svizzera             |
| 10 | Johanna Edberg    | L     | 19 dicembre 1987 | Svezia               |
| 11 | Pamela Leyczik    | S     | 4 novembre 1992  | Svizzera             |
| 12 | Helena Kojdová    | S     | 12 maggio 1991   | Rep. Ceca            |
| 12 | Tamara Ignjić     | S     | 30 dicembre 1993 | Serbia               |
| 13 | Inès Granvorka    | S     | 13 agosto 1991   | Svizzera             |
| 14 | Mona Rottaris     | S     | 28 ottobre 1997  | Svizzera             |
| 16 | Flavia Knutti     | L     | 13 gennaio 1998  | Svizzera             |
| 17 | Sabel Moffett     | C     | 12 novembre 1987 | Stati Uniti          |
| 18 | Méline Pierret    | P     | 18 gennaio 1999  | Svizzera             |

## Mercato
| Acquisti | Acquisti          | Acquisti       | Acquisti   |
| R.       | Nome              | da             | Modalità   |
| -------- | ----------------- | -------------- | ---------- |
| S        | Inès Granvorka    | Volero Zurigo  | definitivo |
| C        | Francine Marx     | Friburgo       | definitivo |
| S        | Anna Niederhauser | Nicholls State | definitivo |
| P        | Méline Pierret    | Friburgo       | definitivo |
| S        | Mona Rottaris     | Nicholls State | definitivo |
| P        | Zora Widmer       | Kanti          | definitivo |

| Cessioni | Cessioni       | Cessioni | Cessioni   |
| R.       | Nome           | a        | Modalità   |
| -------- | -------------- | -------- | ---------- |
| P        | Elis Albertini | Aadorf   | definitivo |
| S        | Laura Caluori  | -        | definitivo |
| S        | Muriel Grässli | Friburgo | definitivo |

## Risultati

### Lega Nazionale A

#### Regular season

##### Primo round
| 1ª giornata - 16 ottobre 2016 Sporthalle Leimacker, Düdingen      | Düdingen           | 3 - 1 | Köniz               | 25-19, 22-25, 25-15, 25-22        |
| 2ª giornata - 21 ottobre 2016 BBC Arena, Sciaffusa                | Kanti              | 2 - 3 | Düdingen            | 26-28, 21-25, 25-19, 25-17, 13-15 |
| 3ª giornata - 23 ottobre 2016 Sporthalle Leimacker, Düdingen      | Düdingen           | 1 - 3 | Sm'Aesch Pfeffingen | 25-21, 22-25, 22-25, 18-25        |
| 4ª giornata - 30 ottobre 2016 Sporthalle Leimacker, Düdingen      | Düdingen           | 3 - 0 | Cheseaux            | 25-21, 25-18, 25-23               |
| 5ª giornata - 6 novembre 2016 Salle de la Pépinière, Les Breuleux | Franches-Montagnes | 3 - 1 | Düdingen            | 25-11, 28-30, 25-21, 25-23        |
| 6ª giornata - 11 novembre 2016 Sporthalle Leimacker, Düdingen     | Düdingen           | 0 - 3 | Volero Zurigo       | 19-25, 17-25, 15-25               |
| 7ª giornata - 13 novembre 2016 Palestra Lambertenghi, Lugano      | Lugano             | 2 - 3 | Düdingen            | 25-14, 23-25, 23-25, 25-18, 11-15 |
| 8ª giornata - 20 novembre 2016 Bahnhofhalle, Lucerna              | Top Lucerna        | 2 - 3 | Düdingen            | 25-17, 16-25, 25-23, 12-25, 9-15  |
| 9ª giornata - 27 novembre 2016 Sporthalle Leimacker, Düdingen     | Düdingen           | 1 - 3 | Neuchâtel           | 20-25, 24-26, 25-17, 16-25        |

##### Secondo round
| 10ª giornata - 3 dicembre 2016 Sporthalle Weissenstein, Berna              | Köniz               | 2 - 3 | Düdingen           | 25-23, 19-25, 28-26, 24-26, 12-15 |
| 11ª giornata - 10 dicembre 2016 Sporthalle Leimacker, Düdingen             | Düdingen            | 3 - 0 | Kanti              | 25-13, 25-20, 25-8                |
| 12ª giornata - 17 dicembre 2016 Mehrzweckhalle Löhrenacker, Aesch          | Sm'Aesch Pfeffingen | 3 - 1 | Düdingen           | 25-19, 19-25, 25-14, 25-19        |
| 13ª giornata - 20 dicembre 2017 Salle Derrière-la-Ville 5, Cheseaux        | Cheseaux            | 1 - 3 | Düdingen           | 25-27, 25-19, 16-25, 16-25        |
| 14ª giornata - 4 gennaio 2017 Sporthalle Leimacker, Düdingen               | Düdingen            | 3 - 1 | Franches-Montagnes | 25-20, 19-25, 25-13, 25-18        |
| 15ª giornata - 2 marzo 2017 Sportanlage Im Birch, Zurigo                   | Volero Zurigo       | 3 - 0 | Düdingen           | 25-12, 25-16, 25-9                |
| 16ª giornata - 15 gennaio 2017 Sporthalle Leimacker, Düdingen              | Düdingen            | 3 - 0 | Lugano             | 25-17, 25-18, 25-19               |
| 17ª giornata - 22 gennaio 2017 Sporthalle Leimacker, Düdingen              | Düdingen            | 3 - 0 | Top Lucerna        | 25-21, 25-22, 25-17               |
| 18ª giornata - 28 gennaio 2017 Halle des sports de la Riveraine, Neuchâtel | Neuchâtel           | 0 - 3 | Düdingen           | 19-25, 23-25, 22-25               |

##### Terzo round
| 19ª giornata - 4 febbraio 2017 Salle de la Pépinière, Les Breuleux       | Franches-Montagnes | 3 - 0 | Düdingen            | 25-22, 25-19, 25-23               |
| 20ª giornata - 5 febbraio 2017 Sporthalle Leimacker, Düdingen            | Düdingen           | 1 - 3 | Sm'Aesch Pfeffingen | 23-25, 25-18, 24-26, 17-25        |
| 21ª giornata - 11 febbraio 2017 Sporthalle Leimacker, Düdingen           | Düdingen           | 3 - 0 | Lugano              | 25-18, 25-21, 25-20               |
| 22ª giornata - 18 febbraio 2017 Sporthalle Leimacker, Düdingen           | Düdingen           | 3 - 2 | Kanti               | 19-25, 25-21, 25-21, 15-25, 15-9  |
| 23ª giornata - 24 febbraio 2017 Sporthalle Weissenstein, Berna           | Köniz              | 1 - 3 | Düdingen            | 19-25, 19-25, 26-24, 19-25        |
| 24ª giornata - 27 febbraio 2017 Sporthalle Leimacker, Düdingen           | Düdingen           | 3 - 2 | Cheseaux            | 25-21, 25-23, 24-26, 24-26, 15-10 |
| 25ª giornata - 4 marzo 2017 Sportanlage Im Birch, Zurigo                 | Volero Zurigo      | 3 - 0 | Düdingen            | 25-15, 25-16, 25-19               |
| 26ª giornata - 11 marzo 2017 Sporthalle Leimacker, Düdingen              | Düdingen           | 3 - 0 | Top Lucerna         | 25-13, 25-16, 25-12               |
| 27ª giornata - 12 marzo 2017 Halle des sports de la Riveraine, Neuchâtel | Neuchâtel          | 3 - 2 | Düdingen            | 17-25, 25-18, 17-25, 25-21, 15-9  |

#### Play-off scudetto
| Quarti di finale (gara 1) - 19 marzo 2017 Sporthalle Leimacker, Düdingen              | Düdingen      | 3 - 2 | Neuchâtel     | 24-26, 25-22, 22-25, 25-19, 15-11 |
| Quarti di finale (gara 2) - 25 marzo 2017 Halle des sports de la Riveraine, Neuchâtel | Neuchâtel     | 2 - 3 | Düdingen      | 22-25, 25-20, 25-23, 19-25, 12-15 |
| Semifinale (gara 1) - 8 aprile 2017 Sportanlage Im Birch, Zurigo                      | Volero Zurigo | 3 - 0 | Düdingen      | 25-16, 25-13, 25-16               |
| Semifinale (gara 2) - 9 aprile 2017 Sporthalle Leimacker, Düdingen                    | Düdingen      | 0 - 3 | Volero Zurigo | 12-25, 13-25, 12-25               |

### Coppa di Svizzera

#### Fase a eliminazione diretta
| Ottavi di finale - 8 gennaio 2017 Rietstein, Wattwil              | Toggenburg | 0 - 3 | Düdingen      | 9-25, 10-25, 12-25               |
| Quarti di finale - 29 gennaio 2017 Sporthalle Leimacker, Düdingen | Düdingen   | 2 - 3 | Volero Zurigo | 17-25, 25-21, 14-25, 25-18, 7-15 |

### Coppa CEV

#### Fase a eliminazione diretta
| Sedicesimi di finale (andata) - 11 gennaio 2017 Halle Omnisport Saint-Léonard, Friburgo | Düdingen | 1 - 3 | Béziers  | 25-23, 19-25, 21-25, 26-28 |
| Sedicesimi di finale (ritorno) - 24 gennaio 2017 Halle du Four a Chaux, Béziers         | Béziers  | 3 - 0 | Düdingen | 25-23, 25-23, 25-21        |

## Statistiche

### Statistiche di squadra
| Competizione      | Punti | In casa | In casa | In casa | In trasferta | In trasferta | In trasferta | Totale | Totale | Totale |
| Competizione      | Punti | G       | V       | P       | G            | V            | P            | G      | V      | P      |
| ----------------- | ----- | ------- | ------- | ------- | ------------ | ------------ | ------------ | ------ | ------ | ------ |
| Lega Nazionale A  | 45    | 16      | 11      | 5       | 15           | 8            | 7            | 31     | 19     | 12     |
| Coppa di Svizzera | -     | 1       | 0       | 1       | 1            | 1            | 0            | 2      | 1      | 1      |
| Coppa CEV         | -     | 1       | 0       | 1       | 1            | 0            | 1            | 2      | 0      | 2      |
| Totale            | -     | 18      | 11      | 7       | 17           | 9            | 8            | 35     | 20     | 15     |

G = partite giocate; V = partite vinte; P = partite perse

### Statistiche dei giocatori
| Giocatrice      | Coppa CEV | Coppa CEV | Coppa CEV | Coppa CEV | Coppa CEV |
| Giocatrice      | P         | PT        | AV        | MV        | BV        |
| --------------- | --------- | --------- | --------- | --------- | --------- |
| K. Brletić      | 2         | 21        | 14        | 2         | 5         |
| J. Edberg       | 2         | 0         | 0         | 0         | 0         |
| I. Granvorka    | 2         | 15        | 14        | 0         | 1         |
| F. Knutti       | 1         | 0         | 0         | 0         | 0         |
| H. Kojdová      | -         | -         | -         | -         | -         |
| T. Ignjić       | 2         | 26        | 21        | 1         | 4         |
| P. Leyczik      | 2         | 0         | 0         | 0         | 0         |
| K. Marbach      | 2         | 3         | 2         | 0         | 1         |
| F. Marx         | -         | -         | -         | -         | -         |
| S. Moffett      | 2         | 19        | 13        | 4         | 2         |
| A. Niederhauser | 2         | 2         | 2         | 0         | 0         |
| M. Pierret      | -         | -         | -         | -         | -         |
| C. Riddle       | 2         | 39        | 34        | 3         | 2         |
| M. Rottaris     | -         | -         | -         | -         | -         |
| M. Vanis        | 1         | 0         | 0         | 0         | 0         |
| Z. Widmer       | 2         | 0         | 0         | 0         | 0         |

P = presenze; PT = punti totali; AV = attacchi vincenti; MV = muri vincenti; BV = battute vincenti

NB: Non sono disponibili i dati relativi alla Lega Nazionale A e alla Coppa di Svizzera